# Tossal Esbonllat (la Vall de Boí)
El Tossal Esbonllat és una muntanya que es troba en el terme municipal de la Vall de Boí, a la comarca de l'Alta Ribagorça, i dins del Parc Nacional d'Aigüestortes i Estany de Sant Maurici.
El pic, de 2.601,4 metres, està situat l'est-sud-est del Pas dels Isards, dominant el Pletiu de Riumalo al sud-est.